# Horst Steffen
Horst Steffen (Meerbusch, Alemania Occidental, 3 de marzo de 1969) es un exjugador y entrenador de fútbol alemán. Actualmente dirige al Werder Bremen de la Bundesliga.

## Trayectoria

### Como jugador
Steffen comenzó su carrera juvenil en el Bayer 05 Uerdingen en 1975 y formó parte del equipo sub-19 que ganó el campeonato alemán en 1987. Hizo su debut profesional con el club en 1988 y jugó 90 partidos de la Bundesliga hasta 1991. En 1991, se unió al Borussia Mönchengladbach, haciendo 24 apariciones competitivas en dos temporadas y anotando un gol en la Copa de Alemania 1992-93. Después de oportunidades limitadas con el entrenador Bernd Krauss, regresó al Uerdingen en 1993, donde jugó tres años más. En 1996, Steffen se trasladó al MSV Duisburgo, donde pasó tres temporadas en la máxima categoría y tres en la 2. Bundesliga.

### Como entrenador

#### Inicios
Steffen entrenó al SC Kapellen-Erft, al que condujo al ascenso a la Oberliga Baja Renania en la temporada 2003-04. Posteriormente, trabajó con los equipos sub-23 y sub-19 del MSV Duisburgo, y con los equipos sub-17 y sub-19 del Borussia Mönchengladbach.

#### Stuttgarter Kickers
El 30 de septiembre de 2013, se convirtió en entrenador del Stuttgarter Kickers de la 3. Liga. Su contrato, inicialmente previsto hasta 2015, fue ampliado pero rescindido en noviembre de ese año debido a los malos resultados obtenidos en la temporada.

#### Preußen Münster y Chemnitzer FC
En noviembre de 2015, asumió al frente del SC Preußen Münster, pero fue despedido en octubre de 2016. Posteriormente, se incorporó al Chemnitzer FC de cara a la temporada 2017-18, pero fue liberado en enero de 2018.

#### SV Elversberg
El 29 de octubre de 2018, Steffen fue oficializado como técnico del SV Elversberg. Con el club, ganó el título de la Regionalliga Südwest en la temporada 2021-22, venciendo al SSV Ulm 1846 y al Kickers Offenbach, y ascendió a la 3. Liga. Al año siguiente, el equipo alcanzó el primer puesto y ascendió directamente a la 2. Bundesliga. Bajo su dirección, el equipo acabó 11º en su primera temporada  y 3º en la siguiente campaña, perdiendo por poco el ascenso a la Bundesliga tras perder los play-offs contra el Heidenheim.

#### Werder Bremen
El 29 de mayo de 2025, se convirtió en el entrenador del Werder Bremen y firmó un contrato hasta junio de 2028.

## Clubes

### Como jugador
| Club                     | País     | Año       |
| ------------------------ | -------- | --------- |
| Bayer 05 Uerdingen       | Alemania | 1988-1991 |
| Borussia Mönchengladbach | Alemania | 1991-1993 |
| Bayer 05 Uerdingen       | Alemania | 1993-1996 |
| MSV Duisburgo            | Alemania | 1996-2003 |

### Como entrenador
| Club                | País     | Año           |
| ------------------- | -------- | ------------- |
| SC Kapellen-Erft    | Alemania | 2003-2006     |
| MSV Duisburgo II    | Alemania | 2006-2008     |
| Stuttgarter Kickers | Alemania | 2013-2015     |
| Preußen Münster     | Alemania | 2015-2016     |
| Chemnitzer FC       | Alemania | 2017-2018     |
| SV Elversberg       | Alemania | 2018-2025     |
| Werder Bremen       | Alemania | 2025-presente |

## Palmarés

### Como entrenador

#### Campeonatos nacionales
| Título               | Club          | País     | Año     |
| -------------------- | ------------- | -------- | ------- |
| Regionalliga Südwest | SV Elversberg | Alemania | 2021-22 |
| 3. Liga              | SV Elversberg | Alemania | 2022-23 |